# 사랑의 터널

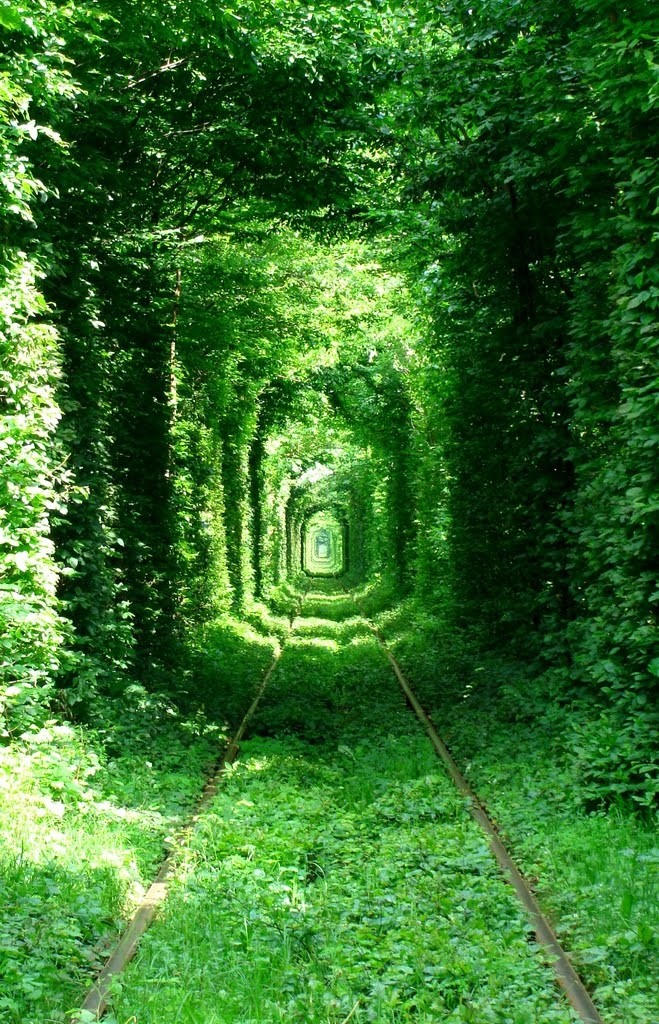
사랑의 터널

사랑의 터널(우크라이나어: Тунель кохання 투넬 코한냐[*])은 우크라이나 리우네주 클레반 마을 인근에 위치한 철로이자 천연기념물이다. 이 터널은 숲 안에 있는 녹색 터널 형상을 띠고 있는데 수많은 나무와 관목 덤불이 여러 식물과 섞이면서 아치 모양을 형성하고 있다. 클레반과 오르지우(Оржів)를 연결하는 철도 선로에서 약 4km 정도 떨어진 지점에 위치한다.
관광객과 커플 연인들의 순례 장소로 유명하며 터널을 함께 걸으면 사랑이나 소원을 이룰 수 있다는 이야기가 전해진다. 몇몇 신혼 부부는 자신의 감정을 뜻하는 꽃을 놓기도 한다.

## 사진

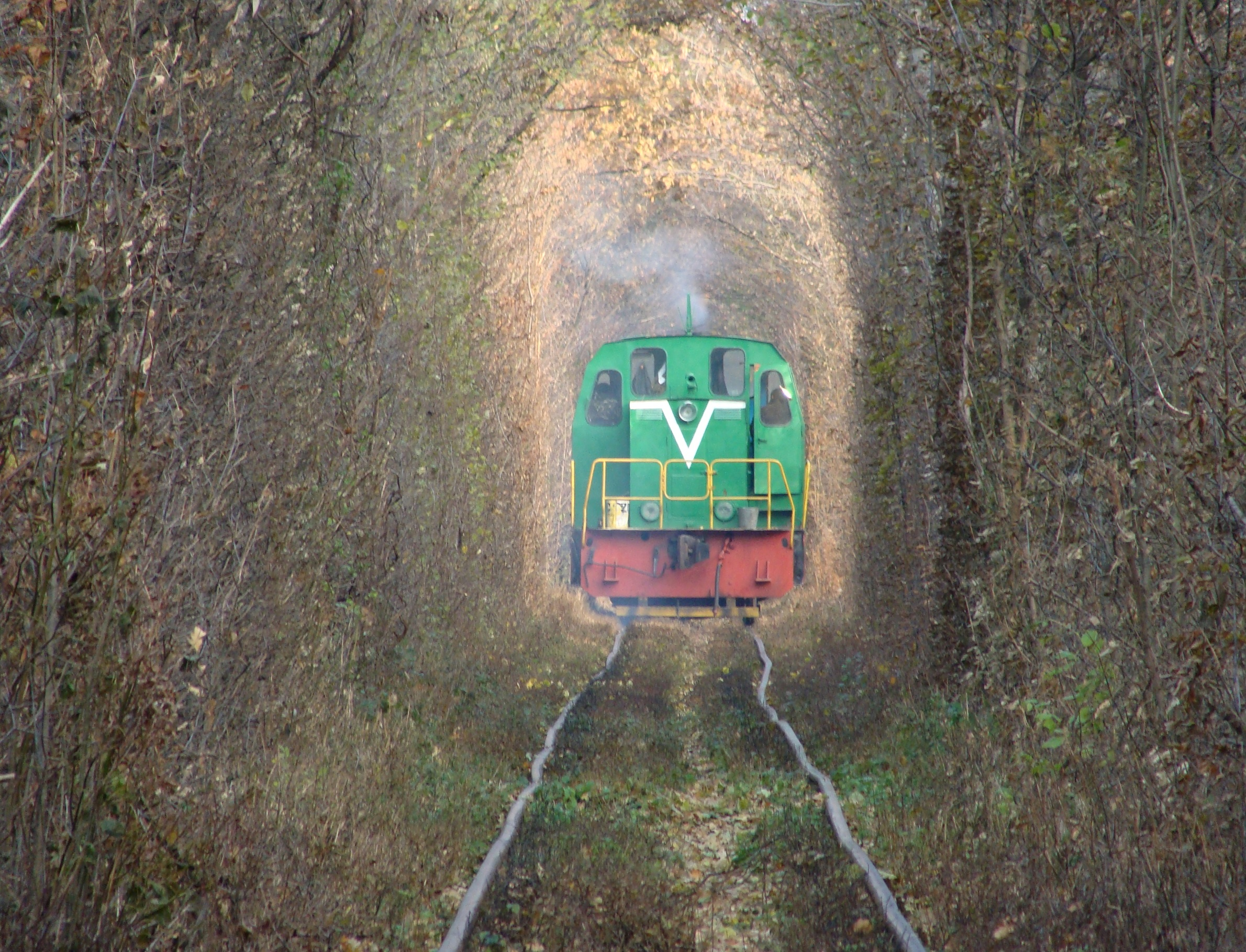
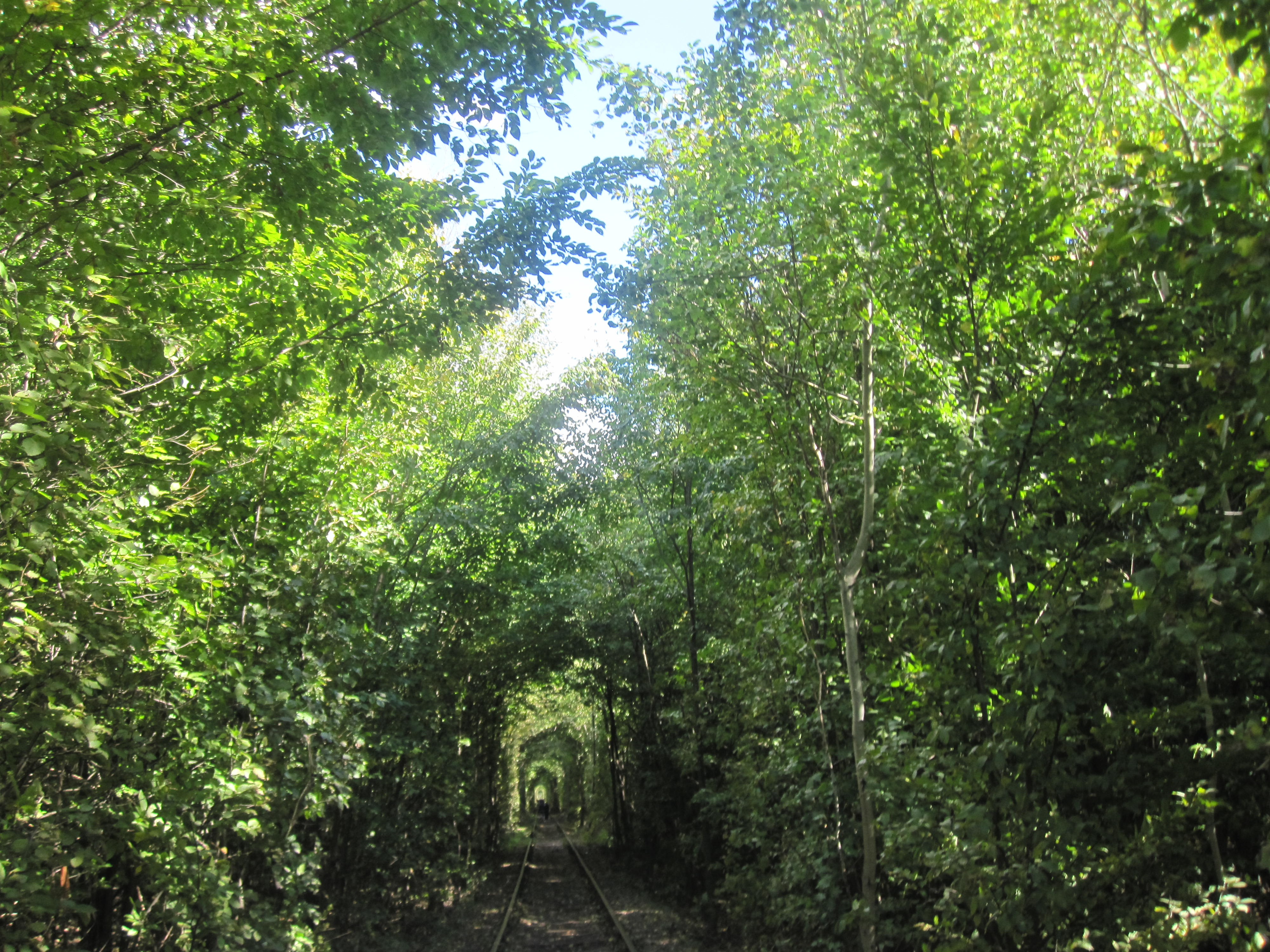